# Trichaeta malaccana
Trichaeta malaccana är en fjärilsart som beskrevs av Embrik Strand 1917. Trichaeta malaccana ingår i släktet Trichaeta och familjen björnspinnare. Inga underarter finns listade i Catalogue of Life.